# Oliarus borneensis
Oliarus borneensis är en insektsart som beskrevs av Frederick Arthur Godfrey Muir 1924. Oliarus borneensis ingår i släktet Oliarus och familjen kilstritar. Inga underarter finns listade i Catalogue of Life.